# Zilia
Zilia település Franciaországban, Haute-Corse megyében. Lakosainak száma 314 fő (2022. január 1.). Zilia Montegrosso, Calenzana, Feliceto, Muro és Pioggiola községekkel határos.

## Népesség
A település népessége az elmúlt években az alábbi módon változott:
| Lakosok száma | 311  | 237  | 179  | 221  | 294  | 291  | 286  | 289  | 298  | 314  |
|               | 1968 | 1982 | 1990 | 2006 | 2013 | 2015 | 2017 | 2019 | 2020 | 2022 |